# 廷多夫
廷多夫（德語：Thiendorf）是德国萨克森州的一个市镇，隶属于迈森县。总面积为74.48平方千米，截至2020年总人口为3760人。